# Vincenzo Lizzi
Vincenzo Lizzi (Cetraro, 30 gennaio 1996) è un pugile italiano appartenente al centro sportivo carabinieri.

## Carriera
Ha vinto tre titoli italiani nelle categorie giovanili che gli hanno consentito l'accesso nella nazionale di categoria e, successivamente, l'ingresso nel centro sportivo carabinieri. 
Nel 2014 ha preso parte ai campionati mondiali giovanili che si sono disputati a Sofia, classificandosi quinto dopo tre match vittoriosi ed una sconfitta ai quarti di finale, nei pesi welter. Questo piazzamento gli ha consentito di qualificarsi alla seconda edizione dei Giochi Olimpici Giovanili di Nanchino. Dopo due match vittoriosi e una sconfitta in semifinale contro il dominicano Juan Solano, conquista la medaglia di bronzo. 
Nell'ottobre dello stesso anno, partecipa ai campionati europei giovanili a Zagabria dove conquista una splendida medaglia d'oro nei welter, dopo aver superato tre avversari prima del limite (ko tecnico) e due avversari con verdetto unanime (3-0). 
Ha però avuto una battuta d'arresto forzata a seguito di tre brutti infortuni alle spalle che lo hanno lasciato fuori dai palcoscenici internazionali per tre anni di fila. Rientra nel 2017 conquistando il campionato nazionale universitario nei pesi medi.
Nel maggio 2019 si è laureato per la quinta volta campione italiano universitario, stavolta nei mediomassimi. In ottobre ha partecipato nei pesi mediomassimi ai Campionati mondiali militari di Wuhan, dove è stato eliminato nei preliminari con verdetto di 2-3.
Lizzi è poi passato al Gruppo sportivo del Corpo Forestale, affiancando all'attività pugilistica anche quella di personal trainer.
Nel settembre 2021 vince la medaglia di bronzo ai campionati mondiali militari a Mosca.
Nel dicembre 2022 vince il titolo italiano assoluto nella categoria 86kg.
A febbraio 2024 esordisce nel pugilato professionistico vincendo per KO dopo appena 49 secondi. 
Ad aprile 2024 partecipa ai campionati europei Élite a Belgrado, con la nazionale italiana, dove conquista la medaglia di bronzo battendo il quotato rumeno Aradoaie negli ottavi e l'armeno Haratyunyan ai quarti finale, arrendendosi al bielorusso Alfiorau per rsci dopo numerosi colpi scorretti dietro la nuca, non sanzionati dall'arbitro. Per questo motivo il team italiano ha presentato un reclamo ufficiale che però, non è stato accolto.